# Collectie Overijssel

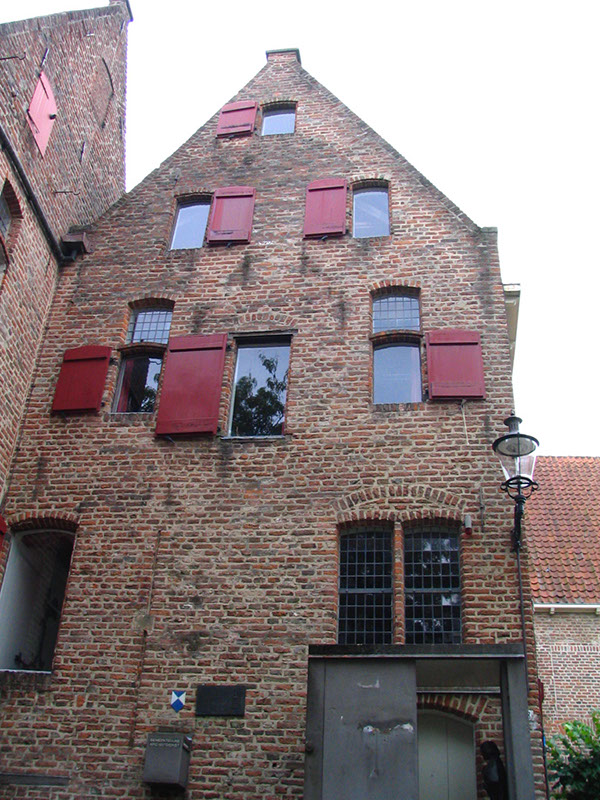
Collectie Overijssel

Collectie Overijssel, bis 2021 Historisch Centrum Overijssel, befindet sich in Zwolle, Niederlande. Das Archiv entstand 2001 durch die Zusammenlegung des vormaligen Gemeindearchivs von Zwolle (Gemeentesarchief Zwolle) und des Reichsarchivs Overijssel (Rijksarchief Overijssel), die auf die Jahre 1838 und 1858 zurückgehen. Die Bestände reichen bis auf das 12. Jahrhundert zurück.